# Bijele Vode (Kroatië)
Bijele Vode is een plaats in de gemeente Glina in de Kroatische provincie Sisak-Moslavina. De plaats telt 61 inwoners (2001).